# Bakhit Djibrine
Bakhit Djibrine, né le 1er janvier 1995 au Tchad, est un footballeur international tchadien, qui évolue au poste d'ailier au Foullah Edifice.

## Biographie

### En club
Avec l'Elect-Sport, Djibrine dispute la Ligue des Champions de la CAF en 2019-2020, où son club est opposé au premier tour à l'Espérance de Tunis. À l'aller, Djibrine inscrit le but égalisateur et le match se solde par un match nul 1 but partout. En Tunisie, Djibrine et ses coéquipiers s'inclinent 2-1 alors qu'ils menaient au score et sont éliminés. Le club est alors repêché au deuxième tour de la Coupe de la confédération, où l'Elect-Sport affronte les Maliens du Djoliba AC. Les Tchadiens sont éliminés sur un score de 5-0 en cumulé (0-1 à domicile, 0-4 au retour).
En octobre 2020, il est suspendu pour trois mois par la fédération tchadienne de football pour possession d'une licence avec un club normand, l'AS Villers-Houlgate, en plus de sa licence au Tchad. En conséquence, son club, le Foullah Edifice, ayant continué à titulariser Djibrine après sa suspension, perd les matchs qu'il a disputé sur tapis vert,. La suspension de Djibrine entraîne celle du sélectionneur Emmanuel Trégoat, ce dernier étant accusé d'avoir joué un rôle d'intermédiaire dans le transfert du joueur en France, ce dont ce dernier se défend, accusant que cette affaire profite au Foullah Edifice.

### En sélection
Djibrine est sélectionné pour la première fois en équipe du Tchad en 2019 par Emmanuel Trégoat. Le 28 juillet 2019, il dispute son premier match avec lors du premier tour de qualification au CHAN 2020 face à Sao Tomé-et-Principe (match nul 3-3). Au match retour, Djibrine ne peut empêcher la défaite 2-1 et en conséquence l’élimination des siens.
En octobre 2019, il participe au tour préliminaire de qualification à la CAN 2021. Le Tchad est opposé au Liberia, après une défaite 1-0 à l'aller, les Tchadiens s'imposent sur le même score à N'Djaména et s'imposent aux tirs au but, Djibrine réussissant le sien. En phase de poules de qualification, le Tchad termine à la dernière place derrière le Mali, la Guinée et la Namibie avec un seul point. Djibrine dispute les quatre premiers matchs avant la disqualification du Tchad en avril 2021 par la FIFA en raison d'interférences politiques avec la fédération.
Il participe aussi à la campagne de qualification à la Coupe du monde 2022, où le chemin des Sao s'arrête dès septembre 2019 après élimination par le Soudan au premier tour de qualification (1-3, 0-0). Djibrine ne dispute que la seconde période du match retour.